# Basilisco (César)
Basilisco (en griego antiguo: Βασιλίσκος) era el único hijo del comandante militar romano oriental Armato y fue brevemente César del Imperio Romano de Oriente en 476-478.
Después de la muerte del emperador romano de Oriente León en 474, su nieto León II tomó el trono. León II murió el mismo año y su padre, Zenón, ascendió al trono. Poco después de la ascensión de Zenón, el tío abuelo de Basilisco, de nombre similar, Basilisco, obligó a Zenón a exiliarse y él tomó el trono. Sin embargo, Basilisco pronto perdió el apoyo de Armato, quien lo traicionó al llegar a un acuerdo con Zenón: Armato tendría el rango de magister militum paresentialis de por vida, y el joven Basilisco sería nombrado César. César era un título imperial de alto rango e implicaba que quien lo poseía era el heredero al trono. Aunque Basilisco fue coronado a finales de 476, Zenón pronto actuó contra el padre de Basilisco, ejecutando a Armato y exiliando a Basilisco a Blanquerna en el Cuerno de Oro como lector de la iglesia. Más tarde en su vida, Basilisco se convirtió en sacerdote y obispo de Cícico. Es posible que haya sobrevivido hasta el reinado de Justiniano.
Está involucrado en la crónica de Víctor de Tunnuna, quien sugiere que Basilisco y León II son la misma persona, afirmando que la madre de León II, Ariadna fingió su muerte. El historiador Brian Croke sostiene que la historia era falsa, considerando esto como un intento de Víctor de explicar la existencia de un Leo vivo, ya que este era posiblemente el nombre real del joven Basilisco.

## Vida
Basilisco era hijo de Armato, el magister militum per Thracias del Imperio Romano de Oriente, nacido c. 470.   Armato era sobrino de la emperatriz Verina y del futuro emperador Basilisco.

### Antecedentes

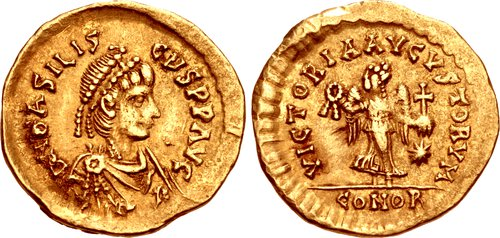
Tremís de Basilisco.

Cuando el emperador romano oriental León I enfermó en 473, tuvo a su nieto, León II, hijo de Zenón  y Ariadna, coronado emperador en octubre de 473. León I murió el 18 de enero de 474, y León II tomó el trono. Zenón fue instalado como coemperador y coronado el 29 de enero. Cuando León II murió en otoño, Zenón se convirtió en el único emperador oriental. Zenón no fue bien recibido, ya que se encontraba tanto entre la gente común como entre la clase senatorial, en parte simplemente porque era un isaurio —una raza con mala reputación— y en parte por temor a que promoviera a los isaurios a altos cargos. Aunque Verina había apoyado la elevación de Zenón como coemperador, se volvió contra Zenón una vez que se convirtió en emperador único. Verina conspiró para usurparle el cargo de emperador, y los historiadores generalmente aceptan que ella planeaba instalar a su amante y magister officiorum, Patricio, como emperador y casarse con él. Fue apoyada por el general Teodorico Estrabón y su hermano Basilisco, quienes lograron reclutar a Illos y Trocundo, así como a Armato. La conspiración tuvo éxito, ya que Zenón huyó a Isauria el 9 de enero de 475, ya sea después de enterarse de la conspiración o después de ser convencido por Verina de que su vida estaba en peligro. Basilisco convenció al Senado para que lo aclamara emperador, en lugar de Patricio.
El emperador Basilisco perdió rápidamente el apoyo en Constantinopla debido a los altos impuestos, las políticas eclesiásticas heréticas y un desastre natural visto por él mismo como una señal de la ira divina. Si bien el ascenso de Basilisco fue legal, ya que las usurpaciones confirmadas por el Senado se consideraban legítimas, tales fallas no habían ocurrido durante más de un siglo en el Imperio Romano de Oriente. Además, era políticamente incompetente y temperamental, lo que le hizo perder gran parte de su apoyo. Aunque Basilisco fue inicialmente apoyado por las élites del Imperio Romano de Oriente, nunca ganó una reputación favorable entre la gente común, lo que debilitó su legitimidad; sus conflictos con el Patriarca de Constantinopla, Acacio, redujeron su apoyo del pueblo de Constantinopla, que era mayoritariamente calcedonio. Basilisco se vio obligado a imponer fuertes impuestos por la casi bancarrota del Imperio y vendió cargos públicos por dinero. Utilizó el praefectus urbi, Epinico, antiguo aliado de Verina, para extorsionar a la iglesia. Verina se volvió contra el emperador Basilisco después de la ejecución de su amante y comenzó a conspirar para devolver a Zenón al poder. más tarde buscó refugio en Blanquerna. No se sabe si huyó porque ya había comenzado a planear el derrocamiento de Basilisco y temía que él descubriera el plan, o comenzó a apoyar el regreso de Zenón después de que ella huyó. Permaneció allí hasta después de la muerte del emperador Basilisco.
El emperador Basilisco invistió a Armato como magister militum praesentalis supuestamente por insistencia de su esposa Zenonis. Esto puso a Teodorico Estrabón en su contra, ya que odiaba a Armato. Armato también fue nombrado cónsul en 476, junto al emperador Basilisco. Illo y Trocundo, que estaban sitiando a Zenón en Isauria, se unieron a él. Illo, posiblemente animado por su influencia sobre Zenón gracias al encarcelamiento de su hermano, decidió aliarse con él y marchó hacia Constantinopla con sus fuerzas combinadas.  El emperador Basilisco ordenó a Armato que tomara el mando de todas las tropas en Tracia y Constantinopla, así como de la guardia del palacio, y las dirigió contra ellos. A pesar de su juramento de lealtad, Armato traicionó a Basilisco cuando Zenón le ofreció nombrarlo magister militum praesentalis de por vida, y su hijo Basilisco coronado como Céasr.

### César

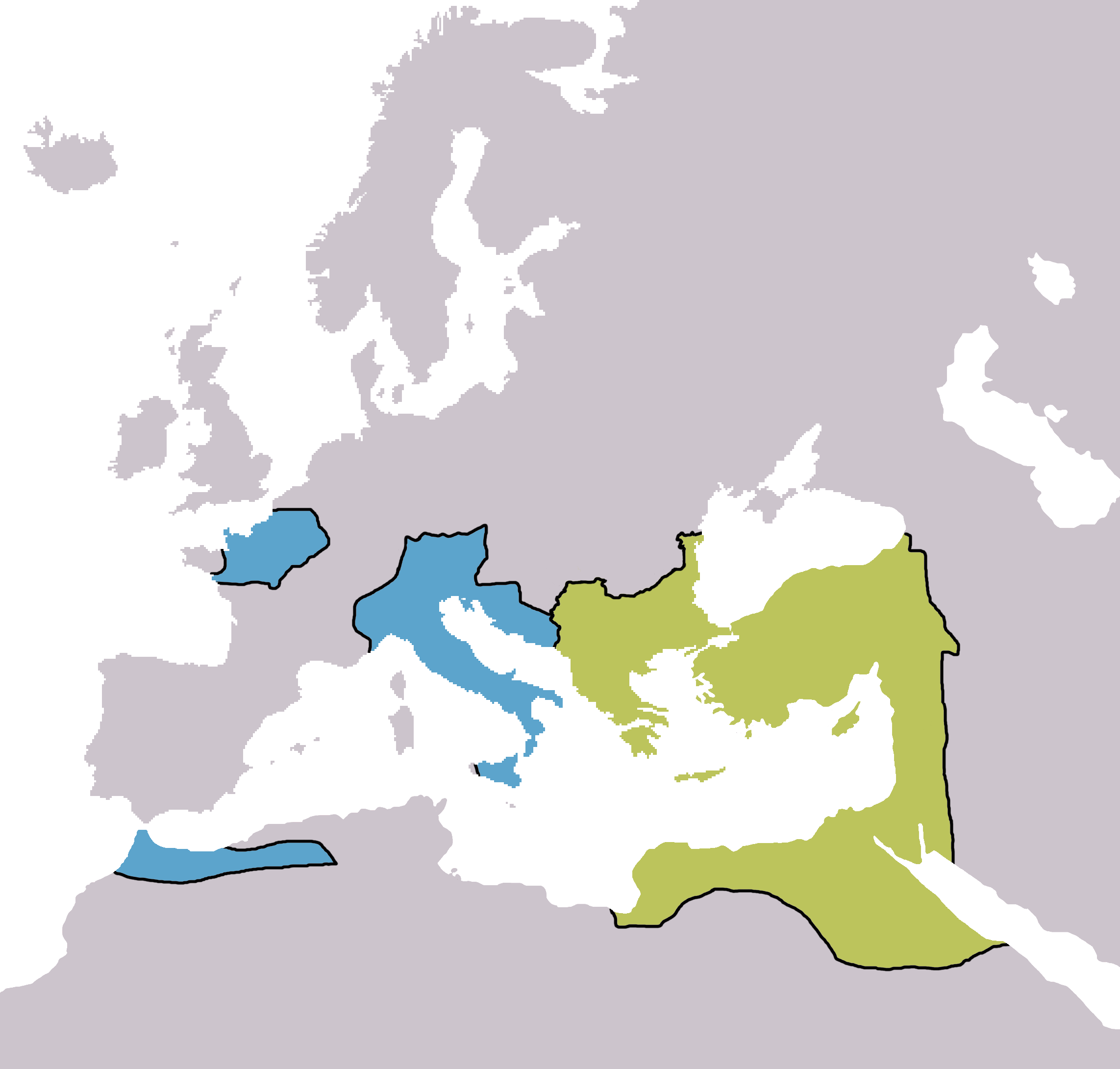
Un mapa de Europa en el año 476 d. C., que muestra la extensión de las secciones oriental (verde) y occidental (azul) del Imperio romano.

Basilisco probablemente viajaba con su padre Armato, y por lo tanto en camino a Constantinopla; Basilisco fue coronado Céasr en el palacio imperial de Nicea a finales del año 476. El historiador Brian Croke señala que la coronación se realizó "sin duda con todo el ritual y esplendor habitual". Zenón y Basilisco tomaron entonces un barco hacia Constantinopla,  mientras Armato marchaba hacia Isauria. Zenón y Basilisco entraron en Constantinopla sin oposición en agosto de 476. El anciano Basilisco y su familia huyeron y se refugiaron en una iglesia, de donde sólo salieron cuando Zenón prometió no ejecutarlos. Zenón los exilió a Limnas en Capadocia, donde fueron encarcelados en una cisterna seca y abandonados a su suerte para que murieran de hambre. Según algunas fuentes, también fueron decapitados. Zenón y Basilisco oficiaron entonces los juegos celebrados en el Hipódromo de Constantinopla y elogiaron a los jinetes de carros victoriosos, lo que Croke llamó "un gesto habitual pero vital para reforzar la legitimidad". Dadas las controvertidas asociaciones políticas de su nombre, es posible que se haya cambiado a León y que se haya hecho referencia a él como tal en las monedas.
Croke comenta que después de que Zenón se restableció en Constantinopla, comenzó a considerar la posición de Armato, y evaluó que su apoyo era "extremadamente frágil". Armato se había comprometido a servir al emperador anterior, pero lo traicionó cuando sintió una oportunidad de ascender. Croke comenta que Zenón debe haber visto que Armato podría considerar trabajar para acelerar la sucesión eliminando a Zenón. Zenón tomó una acción decisiva y mandó matar a Armato, pero perdonó la vida al joven Basilisco. En cambio, Basilisco fue enviado a convertirse en lector en una iglesia en Blanquerna en el Cuerno de Oro. Croke considera que se trata de un "curso de acción seguro y habitual", señalando los precedentes recientes de los emperadores romanos occidentales Avito, enviado para convertirse en obispo de Placentia, y Glicerio, quien fue nombrado obispo de Salona. Señala además que la corta edad de Basilisco no sería un impedimento, ya que no era raro en aquella época que los lectores fueran jóvenes. La narración del empleo de Basilisco como lector es contada únicamente por el historiador contemporáneo Cándido Isaurio, cuya obra fue preservada por Focio. Teófanes el Confesor, escribiendo basándose en una fuente confiable, que Croke señala que pueden ser fragmentos perdidos de Malalas explica que fue la esposa de Zenón, Ariadna, quien intercedió en nombre de Basilisco como resultado de sus ascendencias, ya que era prima de Armato. Se desconoce la duración del mandato Basilisco en Blaquerna, pero más tarde se convirtió en obispo de Cícico, y se dice que era muy capaz. Croke postula que esta capacidad significaría que fue dos o tres décadas después de ser depuesto que Basiliscus llegó a ser obispo, entre los treinta y cuarenta años. Después de este punto, poco se sabe de Basilisco; se desconoce cuándo murió, o si permaneció como obispo en el momento de su muerte, pero probablemente vivió hasta el reinado de Justiniano. La teoría de que ocupó el cargo de obispo más tarde en su vida está expresada explícitamente por Nicéforo Calixto, basándose en fuentes contemporáneas ahora perdidas. Es posible que se haya retirado de una iglesia en Constantinopla, posiblemente en Blanquerna, después de servir como obispo de Cícico.

## Posible relación con León II
En la Crónica de Víctor de Tunnuna, que Croke considera "una obra por lo demás relativamente cuidadosa y precisa", contiene una entrada que contradice la historia de la muerte de León II, afirmando que León no murió en 474, sino que su madre Ariadna temió por su vida y lo sustituyó por un niño de aspecto similar. Según esta narración, León estuvo escondido en una iglesia local y vivió hasta el reinado de Justiniano. Croke señala que es cuestionable que la historia aparezca en una fuente de tal calidad, especialmente de un hombre que vivió en un monasterio en Constantinopla durante el reinado de Justiniano. Comenta además que la historia parece repetirse en todos los monasterios de la capital —y posiblemente en las calles— y por lo tanto llegó a manos de Víctor directamente, con la suficiente fiabilidad como para que él creyera que era correcta.  Croke señala que si Basilisco vivió hasta el reinado de Justiniano, tendría unos cincuenta y tantos años a más tardar, y probablemente sería una figura que atrajo "fama y atención local" como emperador depuesto. A pesar de ello, su papel clerical habría eliminado cualquier amenaza que representara para Justiniano. Croke comenta que la coincidencia entre Basilisco y la narrativa que rodea a León es "sospechosa": donde León era un niño-emperador supuestamente escondido en una iglesia de la capital, por instigación de Ariadna, se demostró que Basilisco era el verdadero niño-emperador. Víctor afirma que el supuesto sobreviviente León era un miembro ordenado de la iglesia regular, y no un simple monje; sugiere que León sólo vivió hasta principios del reinado de Justiniano. Como señala Croke, ninguna otra figura podría haber sido el León sobreviviente: no había otros emperadores o pretendientes rivales vivos durante el gobierno de Justiniano, y mucho menos el número más pequeño de emperadores niños. Por estas razones, Croke concluye que no hay "ninguna razón que valga la pena" para rechazar la información proporcionada por Victor,  y que en lugar de complicar el asunto exigiendo que Basiliscus también se llame Leo, si potencialmente se demuestra que es cierto, "ofrecería la solución más satisfactoria hasta el momento a un notorio enigma de la numismática romana tardía". 
El enigma particular se relaciona con la continuidad de la moneda emitida: cuando León I elevó por primera vez a León II al rango de augustus, los solidus emitidos retrataron tanto; durante la sucesión de eventos que incluyeron muertes y revueltas, sólidos cronológicamente llevaba las imágenes de León II solo, León II y Zenón, Zenón solo, Basilisco, Basilisco y Marco, y luego de vuelta a Zenón.  Sin embargo, solidi y tremisses datan del período exacto posterior al reinado de Basilisco y llevan la imagen del emperador Zenón y un Céasr León.  Varios eruditos han propuesto explicaciones para las monedas: algunos eruditos modernos sugirieron una atribución anterior al gobierno conjunto de los emperadores Zenón y León II, y el numismático Oscar Ulrich-Bansa señala que sin registros históricos, León II y Zenón fueron elevados conjuntamente a la posición de Céasr bajo León I. Sin embargo, investigaciones posteriores han refutado estas teorías al fechar afirmativamente las monedas en un período posterior al reinado de Basilisco y Marco: varias de las tremisses fueron acuñadas a partir de un troquel que anteriormente había acuñado monedas para Basilisco y Marco, y existe continuidad entre las dos representaciones. Por estas razones, el numismático John Kent afirma: "Claramente, Zenón y León... fueron contemporáneos o inmediatamente posteriores al reinado de Basilisco y Marco". No existen monedas que datan del gobierno conjunto del emperador Zenón y Céasr Basilisco, algunos han datado las monedas más antiguas en este período; el numismático temprano Nicolas Damas Marchant, por ejemplo, ha sido aceptado por el bizantinista Ernst Stein, e implícitamente también por los autores de la Prosopografía del Imperio Romano Posterior . Sin embargo, los estudios numismáticos recientes han tendido a coincidir con la conclusión de Kent: que estas monedas representan a Zenón y León, y otros hijos de desconocidos de Basilisco, quien los elevó a la Céasres Cuando elevó a Marco a augusto. Se sabe con certeza que Basilisco tuvo otros hijos, aunque se han perdido sus nombres.  Sostiene la posibilidad de que las monedas representen monedas complementarias, en lugar de posteriores, y admite que no existe "evidencia documental", pero postula que Zenón y León son probablemente nombres de los hijos de Basilisco, dado que él era esposo de Zenonis y hermano de la viuda de León I.  Croke sostiene que la renuencia de Kent a declarar afirmativamente que Zenón y León representan hijos de Basilisco es comprensible dado que casi no hay evidencia literaria de que alguno de sus otros hijos fuera siquiera masculino, aparte de la rareza de que los troqueles de Basilisco y Marco estén tachados si se supone que son monedas complementarias. Por lo tanto, Croke considera que la teoría de Kent es "en el mejor de los casos, inconcluyente". 
Croke ofrece una explicación de que Víctor, o la tradición que estaba siguiendo, se vio puesto en una posición en la que tuvo que explicar la presencia de un antiguo niño-emperador llamado León ante su muerte, y por lo tanto se vio obligado a mencionar lo primero para explicar lo segundo. Por lo tanto, es posible, sostiene Croke, que el conocimiento común romano oriental, habiendo olvidado el breve reinado del joven Basilisco —también conocido como León— inventara una historia de que León II sobrevivió para explicar la existencia del ex emperador niño. Croke afirma que Víctor comprensiblemente dudaría de los hechos establecidos que rodearon a León II, concluyendo que la narración no representa una invención deliberada, sino más bien los mejores esfuerzos de un cronista. La narración podría servir al menos para confirmar que el joven Basilisco reinó bajo el nombre de León y vivió hasta el reinado de Justiniano. 

### Citas
1. 1 2 3 4  Croke, 1983, p. 86.
2. 1 2 3 4 5  Jones, Martindale y Morris, 1980, p. 211.
3. 1 2 3 4 5 6 7 8  Elton, 1998a.
4. ↑  Jones, Martindale y Morris, 1980, p. 148.
5. ↑  Croke, 2004, pp. 566 & 569.
6. 1 2  Ostrogorsky, 1956, p. 62.
7. ↑  Jones, Martindale y Morris, 1980, p. 664.
8. ↑  Croke, 2004, p. 572.
9. ↑  Bury, 1923, p. 389.
10. ↑  Stein, 1959, p. 363.
11. ↑  Twardowska, 2014, p. 14.
12. ↑  Burgess, 1992, p. 892.
13. 1 2  Twardowska, 2014, pp. 17–18.
14. ↑  Jones, Martindale y Morris, 1980, pp. 838–9.
15. ↑  Bury, 1923, pp. 390–1.
16. ↑  Jones, Martindale y Morris, 1980, p. 213.
17. ↑  Jones, Martindale y Morris, 1980, pp. 838–839.
18. 1 2 3  Bury, 1923, p. 393.
19. 1 2  Kazhdan, 1991, p. 267.
20. 1 2 3  Friell y Williams, 2005, p. 185.
21. ↑  Osequeda, 2018, pp. 107, 184.
22. ↑  Kulikowski, 2019, p. 245.
23. 1 2  Twardowska, 2014, pp. 19–20.
24. ↑  Bury, 1923, p. 392.
25. ↑  Jones, Martindale y Morris, 1980, pp. 1074-1075.
26. ↑  Jones, Martindale y Morris, 1980, p. 1244.
27. ↑  Bury, 1923, pp. 392–393.
28. 1 2  Jones, Martindale y Morris, 1980, pp. 149, 567, & 1127.
29. 1 2 3  Friell y Williams, 2005, pp. 185–6.
30. ↑  Leszka, 2013, pp. 50–1.
31. ↑  Bury, 1923, pp. 392–3.
32. ↑  Leszka, 2013, p. 51.
33. ↑  Friell y Williams, 2005, pp. 185–186.
34. ↑  Jones, Martindale y Morris, 1980, p. 149.
35. 1 2 3 4 5  Croke, 1983, p. 84.
36. 1 2 3 4  Elton, 1998b.
37. 1 2 3  Jones, Martindale y Morris, 1980, p. 214.
38. ↑  Croke, 1983, pp. 84–5.
39. 1 2 3 4 5  Croke, 1983, p. 85.
40. ↑  Croke, 1983, pp. 85–6.
41. 1 2  Croke, 1983, p. 90.
42. ↑  Croke, 1983, p. 82.
43. ↑  Croke, 1983, p. 83.
44. ↑  Croke, 1983, pp. 86–7.
45. 1 2  Croke, 1983, p. 87.
46. ↑  Croke, 1983, pp. 87–8.
47. ↑  Croke, 1983, p. 88.
48. ↑  Croke, 1983, pp. 88–9.
49. ↑  Croke, 1983, p. 89.